# Andreas Christensen
Pour les articles homonymes, voir Christensen.
Andreas Bødtker Christensen, né le 10 avril 1996 à Allerød au Danemark, est un footballeur international danois qui évolue au poste de défenseur central au FC Barcelone.

## Biographie

### Carrière en club
Après avoir passé huit ans au centre de formation du Brøndby IF, il rejoint celui de Chelsea en février 2012, malgré des offres d'Arsenal, de Manchester City et du Bayern Munich.
Le 28 octobre 2014, il prend part à son premier match avec l'équipe professionnelle de Chelsea lors d'une rencontre de Coupe de la Ligue anglaise contre Shrewsbury Town. Il participe à deux autres rencontres lors de cette saison 2014-2015 avant d'être prêté pour deux saisons au Borussia Mönchengladbach en juillet 2015. Il inscrit sept buts en quatre-vingt-deux matchs toutes compétitions confondues lors de ses deux saisons de prêt au club allemand avant de réintégrer l'effectif de Chelsea en juin 2017.
Titulaire régulier dès son retour à Chelsea, le défenseur danois participe à quarante matchs toutes compétitions confondues en 2017-2018.
Christensen est titularisé lors de la finale de la Ligue Europa 2018-2019, le 29 mai 2019 alors que Chelsea affronte le rival, l'Arsenal FC. Ce jour-là les blues remportent le trophée en s'imposant face aux Gunners (4-1 score final).
Le 29 mai 2021, il remporte la Ligue des champions 2020-2021 avec Chelsea. Il rentre en jeu à la 39e minute, à la suite de la sortie de Thiago Silva qui se blesse et préfère céder sa place. C'est sa première victoire dans cette compétition.
Le 4 juillet 2022, il signe pour quatre ans avec le FC Barcelone. Il arrive libre depuis son départ du Chelsea FC.
Christensen joue son premier match pour le FC Barcelone le 13 août 2022, à l'occasion de la première journée de la saison 2022-2023 de Liga, contre le Rayo Vallecano. Il est titularisé ce jour-là, et les deux équipes se neutralisent (0-0 score final).
Le 29 avril 2023, Christensen marque son premier but pour le FC Barcelone, lors d'une rencontre de championnat face au Betis Séville. Titulaire, il ouvre le score et contribue à la victoire de son équipe par quatre buts à zéro,.

### Carrière en sélection nationale
Il représente l'équipe du Danemark des moins de 17 ans de 2011 à 2012, jouant au total sept matchs et marquant trois buts.
Andreas Christensen participe au championnat d'Europe espoirs 2015 organisé en Tchéquie. Le Danemark atteint les demi-finales de la compétition, en étant éliminé par le futur vainqueur, la Suède.
Le 8 juin 2015, Andreas Christensen fait ses débuts avec l'équipe du Danemark lors d'un match amical gagné 2-1 contre le Monténégro, en remplaçant Pierre-Emile Højbjerg à l'heure de jeu.
Il inscrit son premier but en sélection le 14 novembre 2017 face à l'Irlande, lors d'une rencontre marquée par un triplé de Christian Eriksen. Le Danemark s'impose finalement sur le score de cinq buts à un.
En juin 2018, Christensen fait partie des vingt-trois joueurs danois sélectionnés pour disputer la Coupe du monde 2018. Il compose la charnière centrale titulaire aux côtés du capitaine Simon Kjær durant le tournoi et joue les quatre matchs de son équipe, qui s'incline en huitième de finale aux tirs au but face à la Croatie, futur finaliste de la compétition.
En mai 2021, il est convoqué par Kasper Hjulmand, le sélectionneur de l'équipe nationale du Danemark, dans la liste des 26 joueurs danois retenus pour participer à l'Euro 2020,. Durant la compétition, il inscrit un but lors du dernier match de poules face à la Russie. 
Le 7 novembre 2022, il est sélectionné par Kasper Hjulmand pour participer à la Coupe du monde 2022. Il marque son premier but en phase finale de Coupe du monde lors du deuxième match de poule face à l'équipe de France. 
Le 30 mai 2024, Christensen figure dans la liste des 26 joueurs danois retenus par Kasper Hjulmand pour participer à l'Euro 2024,.

## Statistiques
| Saison                | Club                  | Championnat           | Championnat | Championnat | Coupe nationale | Coupe nationale | Coupe de la Ligue | Coupe de la Ligue | Supercoupe | Supercoupe | Compétition(s) continentale(s) | Compétition(s) continentale(s) | Compétition(s) continentale(s) | Supercoupe UEFA | Supercoupe UEFA | Coupe du monde des clubs | Coupe du monde des clubs | Danemark | Danemark | Total | Total |
| Saison                | Club                  | Division              | M.          | B.          | M.              | B.              | M.                | B.                | M.         | B.         | Comp.                          | M.                             | B.                             | M.              | B.              | M.                       | B.                       | M.       | B.       | M.    | B.    |
| 2014-2015             | Chelsea FC            | Premier League        | 1           | 0           | 1               | 0               | 1                 | 0                 | -          | -          | -                              | -                              | -                              | -               | -               | -                        | -                        | 2        | 0        | 5     | 0     |
| 2017-2018             | Chelsea FC            | Premier League        | 27          | 0           | 3               | 0               | 4                 | 0                 | 0          | 0          | C1                             | 6                              | 0                              | -               | -               | -                        | -                        | 8        | 1        | 48    | 1     |
| 2018-2019             | Chelsea FC            | Premier League        | 8           | 0           | 2               | 0               | 4                 | 0                 | 0          | 0          | C3                             | 15                             | 0                              | -               | -               | -                        | -                        | 6        | 0        | 35    | 0     |
| 2019-2020             | Chelsea FC            | Premier League        | 21          | 0           | 2               | 0               | 0                 | 0                 | -          | -          | C1                             | 4                              | 0                              | 1               | 0               | -                        | -                        | 6        | 0        | 34    | 0     |
| 2020-2021             | Chelsea FC            | Premier League        | 17          | 0           | 3               | 0               | 0                 | 0                 | -          | -          | C1                             | 7                              | 0                              | -               | -               | -                        | -                        | 13       | 1        | 40    | 1     |
| 2021-2022             | Chelsea FC            | Premier League        | 19          | 0           | 3               | 1               | 1                 | 0                 | -          | -          | C1                             | 8                              | 1                              | 1               | 0               | 2                        | 0                        | 5        | 0        | 39    | 2     |
| Sous-total            | Sous-total            | Sous-total            | 93          | 0           | 14              | 1               | 10                | 0                 | -          | -          | -                              | 40                             | 1                              | 2               | 0               | 2                        | 0                        | 40       | 2        | 201   | 4     |
| 2015-2016             | Borussia M'gladbach   | Bundesliga            | 31          | 3           | 3               | 0               | -                 | -                 | -          | -          | C1                             | 5                              | 0                              | -               | -               | -                        | -                        | 3        | 0        | 42    | 3     |
| 2016-2017             | Borussia M'Gladbach   | Bundesliga            | 31          | 2           | 3               | 0               | -                 | -                 | -          | -          | C1+C3                          | 6+3                            | 0+2                            | -               | -               | -                        | -                        | 9        | 0        | 52    | 4     |
| Sous-total            | Sous-total            | Sous-total            | 62          | 5           | 6               | 0               | 0                 | 0                 | 0          | 0          | -                              | 14                             | 2                              | 0               | 0               | 2                        | 0                        | 12       | 0        | 96    | 7     |
| 2022-2023             | FC Barcelone          | Liga                  | 23          | 1           | 2               | 0               | -                 | -                 | 2          | 0          | C1+C3                          | 3+2                            | 0+0                            | -               | -               | -                        | -                        | 7        | 1        | 39    | 2     |
| 2023-2024             | FC Barcelone          | Liga                  | 29          | 2           | 3               | 0               | -                 | -                 | 2          | 0          | C1                             | 7                              | 1                              | 0               | -               | -                        | -                        | 9        | 0        | 50    | 3     |
| 2024-2025             | FC Barcelone          | Liga                  | 5           | 0           | 0               | 0               | -                 | -                 | -          | -          | C1                             | 1                              | 0                              | 0               | -               | -                        | -                        | 0        | 0        | 6     | 0     |
| Sous-total            | Sous-total            | Sous-total            | 57          | 3           | 5               | 0               | 0                 | 0                 | 4          | 0          | -                              | 12                             | 1                              | 0               | 0               | 0                        | 0                        | 17       | 1        | 95    | 5     |
| Total sur la carrière | Total sur la carrière | Total sur la carrière | 212         | 8           | 25              | 1               | 10                | 0                 | 4          | 0          | -                              | 66                             | 4                              | 2               | 0               | 2                        | 0                        | 74       | 3        | 395   | 16    |

## Palmarès

### En club

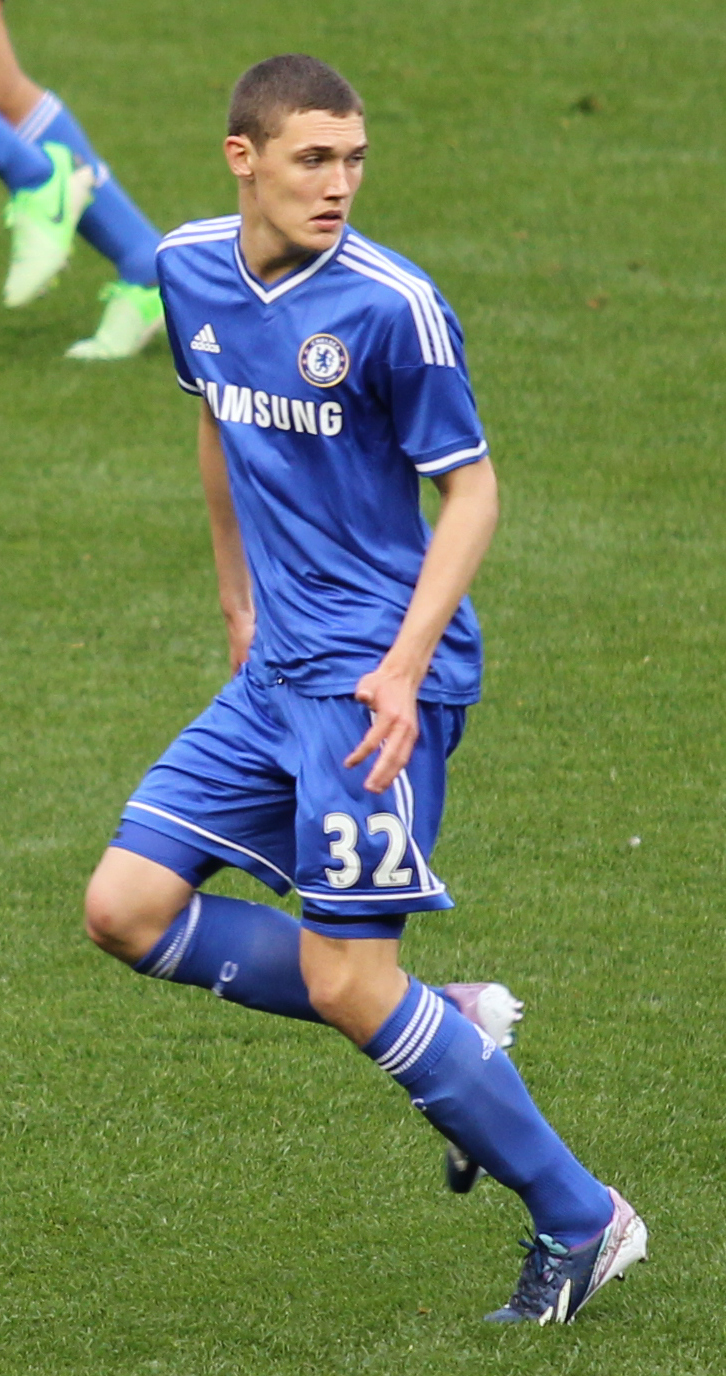
Andreas Christensen

| Chelsea FC (5) : | FC Barcelone (4)                                                                                             |
| --- | --- |
| Premier League Vainqueur en 2015 - Coupe d'Angleterre (1) : - Vainqueur : 2018 - Ligue Europa (1) : - Vainqueur 2019 - Ligue des champions (1) : - Vainqueur : 2021 - Supercoupe de l'UEFA (1) : - Vainqueur : 2021 - Coupe du monde des clubs (1) : - Vainqueur : 2021 - Community Shield : - Finaliste : 2017, 2018 - Coupe de la Ligue anglaise : - Finaliste : 2019 | - Championnat d'Espagne (2) : - Champion : 2023, 2025 - Supercoupe d'Espagne (2) : - Vainqueur : 2023, 2025. |

### Distinction personnelle
- Élu meilleur jeune talent danois en 2012 (catégorie des moins de 17 ans)[18].